# Домовина (организация)

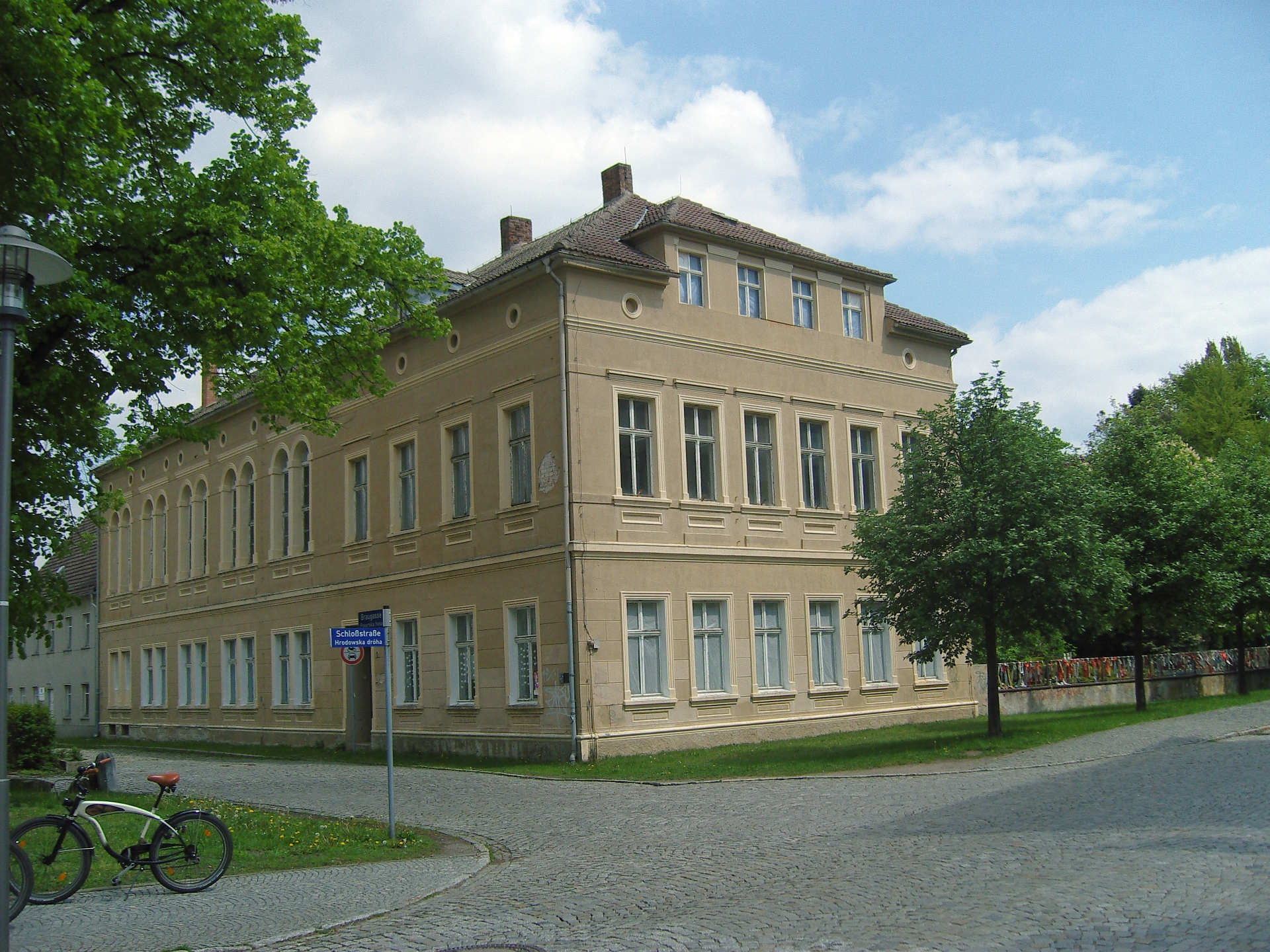
Здание в Хойерсверде, в котором с 1912 года размещалось представительство «Домовины»

Домови́на, другой вариант ударения — До́мовина (в.-луж. Domowina; Zwjazk Łužiskich Serbow, н.-луж. Domowina; Zwězk Łužyskich Serbow; букв. — «родина»; «союз/лига лужицких сербов») — национальная организация лужичан.
Образована в 1912 году в городе Хойерсверда (Германия), объединив более 30 лужицких обществ. В 1937 году запрещена и закрыта. В 1945 году возобновила свою деятельность. Располагается в городе Баутцен. Издательство Домовины выпускает литературу на лужицких языках.

## История
Было основано 13 октября 1912 года в городе Хойерсверда лужицкими общественными и культурными деятелями Арноштом Бартом, Юрием Слоденьком, Гандрием Кроной, Богумилом Швелей, Яном Дворником, Юрием Деленьком, Августом Лапштихом, Францем Кралем и Михалом Навкой.
Домовина объединила свыше 30 лужицких организаций. Основными задачами были защита национально-культурных, социальных и экономических интересов лужичан разных сословий. После прихода к власти нацистских властей началось давление на деятельность организации. В начале 1937 года нацистские власти выдвинули ультиматум руководителям Домовины принять новый устав с новым названием организации как «Союз говорящих по-вендски немцев». В случае принятия нового устава организации власти обещали сохранить организацию и серболужицкую прессу. Павел Недо отклонил этот ультиматум, после чего 18 марта 1937 года Домовина была фактически упразднена.
10 мая 1945 года возобновила свою деятельность в городе Кроствиц. Во времена Восточной Германии входила в Национальный фронт ГДР и контролировалась СЕПГ.

## В настоящее время
В настоящее время штаб-квартира расположена в г. Бауцен. Включает в себя 15 организаций, в том числе Союз лужицких художников, Союз сорбских студентов, Сорбский школьный союз. Активно действует издательство, выпускающее книги на лужицких языках.
Входит в Федералистский союз европейских национальных меньшинств, в Общество угнетённых народов и в Европейское бюро языковых меньшинств.

## Председатели
- Барт, Арношт (1912—1927);
- Шевчик, Якуб (1927—1930);
- Кшижан, Ян (1930—1933);
- Недо, Павол (1933—1950);
- Креньц, Курт (1951—1973);
  - секретарь Юрий Грос (1973—1990). В 1973 году должность председателя была упразднена;
- Цыж, Бярнат (1990—1991);
- Нагель, Ян Павол (1991—1992);
- Якуб Бранкачк (1993—2000);
- Нук, Ян (2000—2011);
- Статник, Давид (с 2011 года по настоящее время).